# 코우노 마리카
코우노 마리카(일본어: 高野 麻里佳 고노 마리카[*], 1994년 2월 22일 ~ )는 일본의 여자 성우이다. 아오니 프로덕션 소속. 도쿄도 출신. 성우 유닛, 이어폰즈(イヤホンズ), TEAM OHENRO.의 멤버.

## 작품

### TV애니 메이션
2014년
- RAIL WARS! - 죠가사키 나미, 카오리
- 로그 호라이즌 2기 - 모모이로 자매
- 완전 지하 아이돌 아카에쨩 - 우타우타코

2015년
- 4월은 너의 거짓말 - 여학생
- SHOW BY ROCK!! - 시바린
- 그리자이아의 낙원 - 대니의 여동생
- 로그 호라이즌 2기 - 쿠리농
- 미카구라 학원 조곡 - 친구
- 아르슬란 전기 - 마을 여자
- 감옥학원 - 커플 여자
- 그것이 성우! - 코하나 린
- 오버로드 - 넴 에모트, 뱀파이어 브라이드
- 주문은 토끼입니까?? - 서민부

2016년
- 감옥학원 - 도서위원
- 판타시 스타 온라인 2 - 마리카
- Re: 제로부터 시작하는 이세계 생활 - 페트라 레이테
- 작열의 탁구 소녀 - 텐카 하나비
- 사이키 쿠스오의 재난 - 마이마이
- 플립 플래퍼즈 - 뉴뉴

2017년
- AKIBA'S TRIP -THE ANIMATION - 덴키가이 니와카
- 히나코 노트 - 나카지마 유아
- 이세계는 스마트폰과 함께. - 유미나 에르네아 벨파스트
- 마우스 동물원 - 샴고양이의 마리카
- Wake Up, Girls! 신장 - 모리나 노아

2018년
- 별 셋 컬러즈 - 삿짱
- 우마무스메 프리티 더비 - 사일런스 스즈카
- 슬로우 스타트 - 츠바키모리 사치
- 소드 아트 온라인 얼터너티브: 건 게일 온라인 - 셜리
- 오버로드3 - 네무 에모트

2019년
- 세인티아 쇼 - 에모니
- 우리는 공부를 못해 - 유이가 미즈키
- 우리 딸을 위해서라면, 나는 마왕도 쓰러뜨릴 수 있을지 몰라. - 실비아
- 그란벨름 - 클레어 후고
- 닥터 스톤 - 학생
- 노 건즈 라이프 - 스칼렛 고슬링
- 방과 후 주사위 클럽 - 타카야시키 아야

### 극장판 애니메이션
2015년
- Wake Up, Girls! 속편 극장판 후편 Beyond the bottom - 모리나 노아

2018년
- Re: 제로부터 시작하는 이세계 생활: Memory Snow - 페트라 레이테

### 게임
- 갓 오브 하이스쿨 - 마보라
- 건건 픽시즈 - 비탄
- 누구를 위한 알케미스트 - 세이나
- 마기아 레코드 마법소녀 마도카☆마기카 외전 - 이부키 레이라
- 몬스터 헌터 더블 크로스 - 미르시
- 미라클니키 - 사쿠라
- 벽람항로 - 하츠하루, 퓨리파이어
- 브라운더스트 - 엘린
- 브레이브 소드×브레이브 소울 - 묘르닐
- 성 프로젝트:RE ~CASTLE DEFENSE~(구버전 포함)- 돗토리 성, 오시 성, 츠즈라오 성
- 시드 이야기(전 마법학교 루시드 이야기) - 베로니카, 레테
- 시로히메 퀘스트 - 이누야마성, 우와지마성, 시바타성, 하치오지성, 후쿠야마성
- 신옥탑 메리스켈터 - 백설공주
- 아카식 레코드 - "야바땅" 장비
- 액시즈 전희 - P-40 워호크, 0식 함상전투기 21형, Bf109F 프리드리히, 소류급 잠수함 소류, P-51D 머스탱, 페어리 풀머
- 어비스 호라이즌 - 키예프
- 얼터너티브 걸즈 - 오니츠카 치호
- 원더택틱스 - 츠바키
- 영원한 7일의 도시 - 룰루, 가리에
- 유우키 유우나는 용사다 ~꽃매듭의 반짝임~ - 우에사토 히나타
- 전국무쌍 사나다마루 - 챠챠히메
- 전함소녀 - 시키나미, 잉 쉐이
- 천화백검 -참- - 카메와리토우
- 초 대미지 프린세스 - 메이드 공주 크레벨
- 추방선거 - 이치죠 미사
- 침공의 오토메기어스 - 리뷔
- 키라라 판타지아 - 램프
- 킹스레이드 - 환상의 선율 시아
- 크리미널 걸즈 2 - 엔리
- 클로저스 - 이빛나, 샤오린
- 파이어 엠블렘 if - 미도리코
- 프리징 익스텐션 - 캐시 록하트
- 하얀고양이 프로젝트 - 마리 플레인
- 에이지 오브 이슈타리아 - 라이코우, 키요무사, 세이텐타이세이, 츠쿠요미, 알하자드
- BLUE REFLECTION - 시죠 유즈키
- CLASH OF PANZERS - 카티 구스타프 에밀 만네르하임, 파샤 루이발코
- Death end re;Quest - 클레어 그레이브
- DissWorld - 스튁스
- Hide and Fire(백발백중 for Kakao의 일어판) - 제제
- SHOW BY ROCK!! - 시바린
- LayereD Stories 0 - 미샤라
- Tokyo 7th 시스터즈 - 아이하라 미우
- 판타시 스타 온라인 2 es - 톨 마링카, 프리트 마링카, 실프 마링카
- 한계돌파 캐슬판처즈 - 프라우 수아즈

### 드라마 CD
2014년
- 챤오프적인 드라마 - 점원 마리

2015년
- 바보와 시험과 소환수 - 타마노 미키

2016년
- 노기 와카바는 용사다 - 우에사토 히나타

2018년
- 오빠는 끝! - 오야마 마히로

### 방송
- 오헨로 ~팔십팔보기~ - 마오

### 기타
- ゴー☆ジャス動画＠Game Market 레귤러
- 슈퍼 마링카 클럽
- SOROR - みんなわがまま
- 판타지 스타 온라인 2 PS4 버전 TV 광고
- 크립트랙트 웹버전 영상광고
- 이로도리미도리 - 츠키스즈 시로나
- 고양이가 준 둥근 행복(猫がくれたまぁるいしあわせ) - 히라쿠라 루루